# Siekierzyce
Siekierzyce (niem. Seckerwitz)  – wieś w Polsce położona w województwie dolnośląskim, w powiecie jaworskim, w gminie Mściwojów.

## Położenie
Siekierzyce leżą na Równinie Jawora, 4 kilometry na południowy wschód od Jawora, na wysokości 210 m n.p.m.

## Historia
Pierwszy źródłowa wzmianka o niej pochodzi z XIV wieku (1386 r. – Sekirwicz). W średniowieczu w okolicznych strumieniach i potokach poszukiwano cennych kruszców zwłaszcza złota. Niestety materiał źródłowy do najdawniejszych dziejów wsi nie jest zbyt obszerny.
Pod koniec maja 1813 roku w okolicach Siekierzyc doszło do wielu potyczek między wojskami napoleońskimi i rosyjskimi. Trzydziestego maja we wsi usadowiła się na krótko 36. Dywizja generała Henri Charpentiera, która osłaniała XI Korpus marszałka Étienne Jacquesa Macdonalda. Ten ostatni już po zapadnięciu zmroku zatrzymał się kwaterą w Siekierzycach.
Po zakończeniu wojen napoleońskich zapanowała względna stabilizacja gospodarcza. Ludność tej niewielkiej wsi zajmowała się przede wszystkim rolnictwem i hodowlą zwierząt. Dane statystyczne z 1939 roku informują o 239 mieszkańcach, wymieniają również, iż we wsi istniała szkoła ludowa, gościniec, mleczarnia, kuźnia, warsztat kołodziejski, poczta oraz dworzec kolejowy na trasie Jawor – Gross Rosen – Strzegom. Warto odnotować także dwa kamieniołomy zwane „Charlottenbruch” i Schaluppe”. Znajdowały się one pomiędzy Siekierzycami a Czernicą. Zatrudnienie w nich znajdowali między innymi mieszkańcy wsi. Niegdyś, kilkaset metrów przed wsią, w pobliżu szosy stał kamienny krzyż pojednania, będący świadectwem dawnej zbrodni, który został zniszczony.

## Podział administracyjny
W latach 1975–1998 miejscowość administracyjnie należała do województwa legnickiego.